# Ventas vandfald
Ventas vandfald (lettisk: Ventas rumba) er et af de bredeste vandfald i Europa, og ligger lige før floden Venta passerer Kuldīgas stenbro og byen Kuldīga i Letland. Ventas bredde er afhængig af flodens vandstand, og bredden er gennemsnitligt omkring 100 til 110 meter, som ved højvande og deciderede oversvømmelser kan komme helt op på 270 meter. Ventas vandfalds højde svinger mellem 1,60 til 2,20 meter.